# Kathia Rodriguez
Pour les articles homonymes, voir Rodriguez.
Kathia Rodriguez, de son nom complet Kathia J. Rodriguez Rosario est une actrice portoricaine née en 1980.

## Biographie
Kathia Rodriguez est née le 9 juillet 1980 à Barceloneta où elle passe son enfance. Très tôt, elle intègre une agence de mannequins, Refine, et une autre organisant des spectacles dans toute l'île. Kathia  gagne alors de nombreuses récompenses[réf. nécessaire] pour ses imitations de Madonna et de la chanteuse cubaine Lissette. Cependant, sa famille désire qu'elle suive une formation universitaire et Kathia Rodriguez intègre l'Université de Puerto Rico-Mayagüez pour y étudier la biologie. Elle souhaite alors intégrer la fac de médecine pour se spécialiser en cardiologie. Cependant, elle rêve toujours de jouer et elle suit des cours de théâtre dans le département spécialisé de l'université[réf. nécessaire]. 
Après avoir épousé son meilleur ami, Harry Santiago-Perez, elle commence une thèse de microbiologie qui sera publiée en 2003.
La même année, elle rejoint son mari à Bowling Green (Ohio) où il prépare un mastère de finances à l'Université d'État à Bowling Green. En 2004, après qu'il a obtenu son diplôme, le couple part pour Philadelphie (Pennsylvanie) où elle est embauchée par les laboratoires Charles Rivers situés à Malvern (Pennsylvanie). Elle réussit alors à combiner sa carrière de biologiste avec sa passion de la scène : elle rejoint l'Actor’s Training Studio dirigé par Nick Dana et tourne quelques films publicitaires[réf. nécessaire].  
En 2006, Kathia Rodriguez devient actrice à plein temps et joue le rôle d'Alba dans Memorias del desarrollo de Miguel Coyula. Toutes les semaines, elle va à New York pour y auditionner. Elle suit le cours de Mitchell/Rudolph pour perfectionner son jeu. Le 8 août 2007, elle signe avec MMG (Model Management Group), une agence basée à New York.

## Filmographie
- 2006 : La Casa loca de Zachary Winston Snygg
- 2007 : Memorias del desarrollo de Miguel Coyula

## Au théâtre
- 2007 : An Ideal Husband au Old Academy Theater de Philadelphie